# Sphecodes albilabris

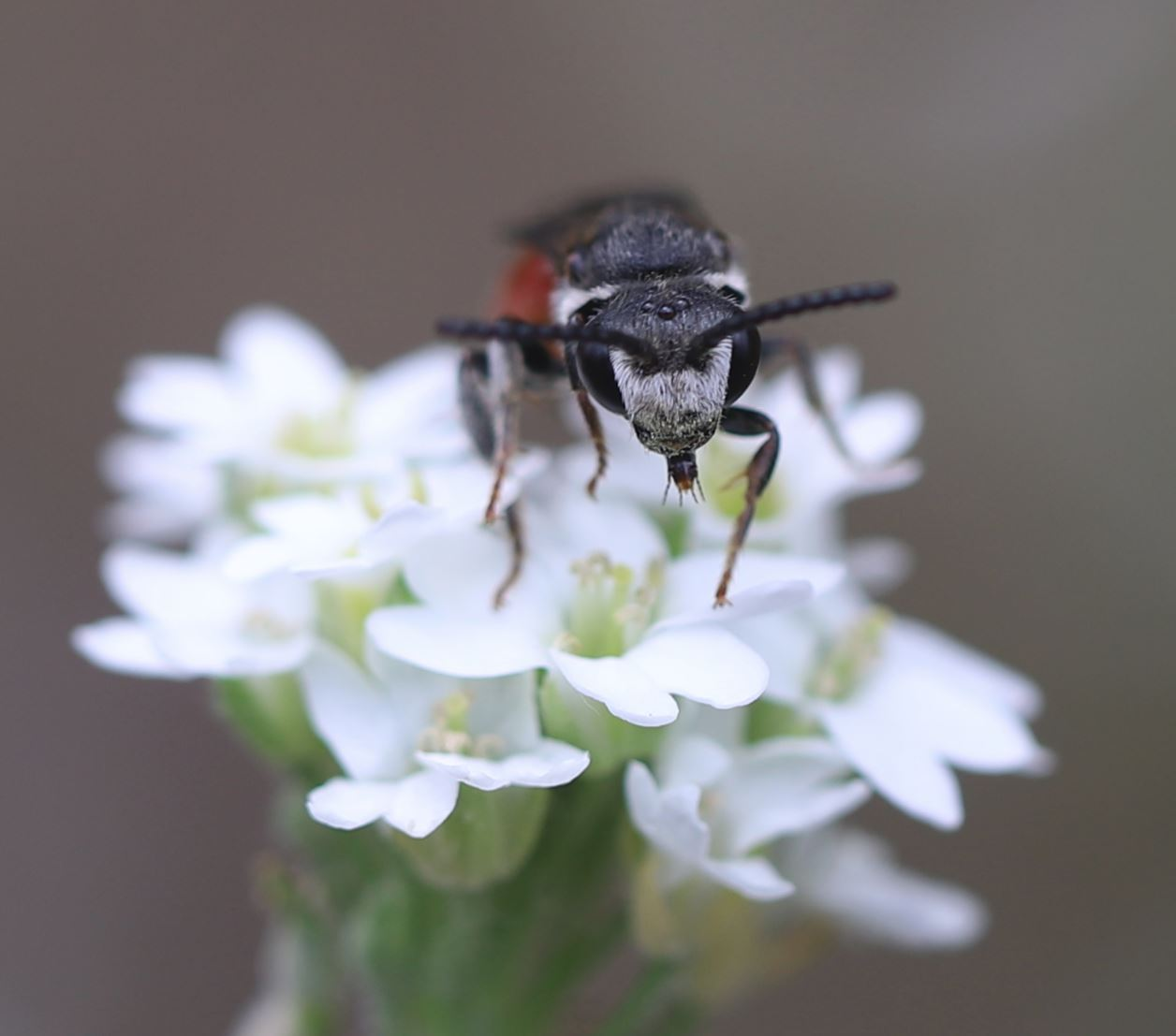
Sphecodes albilabris, Weibchen

Sphecodes albilabris ist eine parasitische Biene (Hautflügler) aus der Familie der Halictidae. Sie wird auf Deutsch auch Riesen-Blutbiene oder Dunkelflügelige Buckelbiene genannt. Sie ist eine der wenigen ihrer Gattung, die man aufgrund ihrer Größe, des fast ganz roten Hinterleibs und der dunklen Flügel auch im Feld erkennen kann.

## Merkmale
Sowohl männliche als auch weibliche Tiere erreichen eine Körperlänge von 11 bis 14 Millimetern und sind damit die größte Blutbienenart in Mitteleuropa. Kopf und Thorax sind schwarz, der Hinterleib ist rot, nur das letzte Segment ist schwarz. Der Körper der Weibchen ist schütter schwarz behaart, an den Schulterbeulen und Beinen ist die Behaarung teilweise weiß. Die Flügel sind dunkel getönt. Die Männchen ähneln den Weibchen, zeichnen sich aber durch ihr weiß behaartes Gesicht aus.

## Vorkommen
Die Art ist in Mitteleuropa fast überall zu finden, aber meistens sehr selten (nicht aus Salzburg gemeldet), insgesamt in der Palaearktis weit verbreitet. Sie besiedelt lockere Sandböden, wie etwa auf Dünen oder in Sandgruben. Die Flugzeit der neuen Generation ist von Juli bis September, die Weibchen überwintern und fliegen im April und Mai.

## Lebensweise
Sphecodes albilabris entwickelt sich parasitisch als Kuckucksbiene bei der Frühlings-Seidenbiene (Colletes cunicularis). S. albilabris wurde aber auch an Nestern von Halictus sexcinctus, H. quadricinctus und Melitturga clavicornis beobachtet.
Das Ei wird in eine fertige Zelle der Wirtsbiene gelegt, zuvor wird das darin befindliche Wirtsei aufgefressen. Die Larven von Sphecodes albilabris entwickeln sich dann vom Nektar- und Pollenvorrat.